# Polizeiruf 110: Der Fund
Der Fund ist ein deutscher Kriminalfilm von Hans Knötzsch aus dem Jahr 1989. Der Fernsehfilm erschien als 127. Folge der Filmreihe Polizeiruf 110.

## Handlung
Ein Mann wird an der Kreideküste auf Jasmund nach einem Streit erstochen und stürzt mit seinem Koffer einen Abhang hinunter. Der Täter raubt das Geld, das der Mann bei sich trägt und verscharrt die Leiche am Strand. Der Koffer bleibt jedoch verschollen. Neun Jahre später ermitteln Oberleutnant Lutz Zimmermann und Oberleutnant Thomas Grawe in der Gegend im Fall eines Bungaloweinbrechers. Mehrfach hat der Dieb bereits zugeschlagen und zahlreiche, mehr oder weniger wertvolle Gegenstände geraubt. Der letzte Einbruch geschah im Haus von Professor Conradi, der in Berlin arbeitet und nur selten an die Küste kommt. Sein Sohn Holger jedoch nutzt das Haus regelmäßig für seine Frauenbekanntschaften. Rentner Gau kümmert sich ebenfalls regelmäßig um Haus und Hof. Die Ermittler finden unter einem Tisch eine alte Münze.
Holger meldet der Polizei erst später, dass er zufällig einen alten Koffer an einem Kreidebruchabhang gefunden hat, in dem sich 23 alte Münzen befanden. Er nahm Koffer und Münzen an sich. Betrunken wollte er mit einer dieser Münzen in einer Gaststätte bezahlen. Das Geldstück fiel dem Sammler Harry Stresow auf. Der Koffer mit den Münzen wiederum wurde bei dem Einbruch in Professor Conradis Haus gestohlen. Nur die eine Münze auf dem Fußboden verblieb, war sie Holger doch nach dem Gaststättenbesuch aus der Tasche gefallen.
Uhrmacherin Anita Schilling erhält einen anonymen Anruf. Der Anrufer will ihren Mann Konrad Schilling sprechen, sei er doch wie er ein Sammlerfreund und habe von den Münzen erfahren. Anita erklärt dem Anrufer, dass ihr Mann seit längerer Zeit im Ausland weilt. Tatsächlich wartet sie bereits fast zehn Jahre auf seine Rückkehr. Einst hatte er sich laut Aussage seines besten Freundes Richard Lorenz überstürzt nach Schweden abgesetzt, da er in der DDR eine Strafverfolgung befürchtete. Aus Schweden schickte er Anita eine Postkarte und deutete an, nach Verjährung seiner Strafe zurückkehren zu wollen.
Lutz Zimmermann lernt an der Küste die junge Archäologin Roswitha Rütt kennen. Er zeigt ihr die Münze und sie erinnert sich, vor einiger Zeit eine ähnliche Münze bei einer ihrer Ausgrabungen gefunden zu haben. Sie lag unweit eines menschlichen Skeletts ohne Kopf, dessen Liegezeitbestimmung den Experten Schwierigkeiten bereitete. Auf Veranlassung von Oberleutnant Zimmermann wird das Skelett neu untersucht und es kann festgestellt werden, dass schwere Verletzungen des etwa 40-jährigen Mannes durch einen Sturz an der Kreideküste erfolgten. Bei einer großangelegten Such- und Ausgrabungsaktion wird auch der Schädel des Mannes gefunden. Unter anderem durch Analysen des Zahnbestandes kann das Skelett als die Leiche von Konrad Schilling identifiziert werden. Auch der Koffer mit den Münzen muss ihm gehört haben.
Anita erzählt ihren Freunden Erika und Richard Lorenz von dem Anruf und der Frage nach den Münzen. Sofort begibt sich Richard an die Küste. Wenig später wird der alte Rapsch überfahren aufgefunden und schwerverletzt ins Krankenhaus gebracht. Bei ihm findet sich das Diebesgut aus den Bungaloweinbrüchen, sodass dieser Fall gelöst werden kann. Rapsch hatte auch einen Teil der Münzen sowie Bargeld bei sich. Es stellt sich heraus, dass Rapsch und der alte Gau eng befreundet sind. Gau gibt nach einer Befragung zu, den Einbruch bei Professor Conradi fingiert zu haben. Er habe die Scheibe eingeschlagen und den Koffer mit den Münzen an sich genommen. Den Münzfund hatte er vor rund zehn Jahren selbst auf seinem Grundstück gemacht, den Fund jedoch nicht den Behörden gemeldet. Stattdessen verkaufte er die Münzen illegal an Konrad Schilling. Da sie nun wieder auftauchten, befürchtete er eine Strafverfolgung aufgrund seines damaligen Fehlverhaltens. Zudem versuchte er, Konrad Schilling telefonisch zu erreichen. Er gab die Münzen an Rapsch weiter, der vom damaligen ersten Münzfund wusste. Auch Richard Lorenz war der Münzspur bis zu Rapsch gefolgt und wollte ihm die Münzen nun abkaufen – vor neun Jahren war ihm dabei Konrad Schilling zuvorgekommen. Die Ermittler können schließlich Rapsch im Krankenhaus befragen, der angibt, Richard habe ihn umgefahren. Dieser wollte den Mitwisser aus dem Weg räumen. Schließlich kann nachgewiesen werden, dass Konrad Schilling nie die DDR verlassen hat. Richard fälschte die Postkarte aus Schweden, die er damals einem schwedischen Touristen mitgab. Er tötete Konrad Schilling, weil er meinte, bei ihren illegalen Geschäften stets übervorteilt worden zu sein und bei diesem letzten Münzgeschäft einen größeren Anteil haben wollte. Wie er seiner neuen Bekannten Roswitha berichtet, die vor der Marienkirche auf ihn wartet, hat Oberleutnant Zimmermann nun die unangenehme Aufgabe, Anita mitzuteilen, dass sie fast zehn Jahre umsonst auf ihren Mann gewartet hat und dessen Mörder niemand anderes war als der vermeintlich beste Freund.

## Produktion
Der Fund wurde vom 19. September bis zum 20. Dezember 1988 in Berlin und auf der Insel Rügen gedreht. Die Kostüme des Films schuf Ewald Forchner, die Filmbauten stammen von Heike Bauersfeld. Der Film erlebte am 2. April 1989 im 1. Programm des Fernsehens der DDR seine Premiere. Die Zuschauerbeteiligung lag bei 42,3 Prozent.
Es war die 127. Folge der Filmreihe Polizeiruf 110. Oberleutnant Lutz Zimmermann und Oberleutnant Thomas Grawe ermittelten in ihrem jeweils 18. Fall.